# 学芸自由同盟
学芸自由同盟（がくげいじゆうどうめい）は、1933年（昭和8年）に日本で結成されたドイツ国内の文化破壊活動に抗議する団体。自由主義者による進歩的な集会ではあったが、日本国内の文学的な表現に対する検閲体制の不満をぶつける場にもなり、設立前から当局により監視、規制が加えられた。

## 概要
1933年（昭和8年）4月、ドイツで非ドイツ的書籍の焚書活動（ナチス・ドイツの焚書）が活発化。同年5月13日、日本国内の文壇、論壇で活動する有志が集まり、ナチス・ドイツに対する抗議活動を計画した。この時点の参加者は、長谷川如是閑、藤森成吉、川端康成、川口浩、芹沢光治良、石浜知行、加藤武雄、谷川徹三、舟木重信、三木清、新居格、板垣鷹穂など。
同年6月2日には内幸町大阪ビル、レインボーグリルにてドイツ文化問題懇談会の会合が開かれ、木村毅、芳賀檀、藤森成吉、千田是也によるドイツ事情の講演が行われた後、アドルフ・ヒトラーおよび各国に向けた抗議文を決議。合わせて学芸自由同盟の結成が賛成多数で採択された。しかし、この時点で当局の弾圧は目に見える形となっており、京都大学学生の出席は断念させられた。
同年7月10日には、学芸自由同盟創立大会が日比谷市政会館東洋軒で開催。豊島与志雄、秋田雨雀、徳田秋声、布施辰治、神近市子、中条百合子、蔵原惟郭らも加わり100余名が参加した。大会は、当局からの弾圧により経過報告などを報告するにとどまったが、最後に木村毅が当局による不当検閲に対する抗議を力説して気勢を挙げた。
常任幹事長に徳田秋声、事務局の書記長には舟木重信が選ばれ、最初の書記には田辺耕一郎と藤原定が当たった。翌年、藤原が辞任、後任の書記として鶴谷研三郎と保田與重郎があたった。。